# 러프 트레이드 레코드
러프 트레이드 레코드(Rough Trade Records)는 영국 런던에 본사를 둔 인디펜던트 음반사이다. 1976년 래드브룩그로브에 개장한 레코드 가게 러프 트레이드의 사장 조프 트래비스가 설립했다. 현재는 트래비스가 자네트 리가 공동 전무 이사로 운영하며, 베거스 그룹에 소속돼 있다.
펑크 록과 더 노멀, 데스퍼레이트 바이시클스 등의 초기 포스트펑크와 인디 팝 밴드의 음악을 성공적으로 홍보하고 판매하기 시작했던 트래비스는 스크리티 폴리티 등의 밴드를 관리 및 유통하기 시작했으며, 좌파 정치에 영향을 받아 1978년 협동조합으로 구성된 레이블을 시작했다. 얼마 지나지 않아 레이블은 영국 전역의 독립 소매점에 서비스를 제공하는 유통 부문을 설립하며, 카르텔이라는 이름으로도 알려지게 되었다. 1983년, 더 스미스와 계약을 맺었다.
1980년대 후반에는 영국 인디에 대한 대형 레이블의 관심 및 투자, 그리고 러프 트레이드의 유통을 대신하는 오버트레이딩이 자금 문제를 일으키며 파산으로 이어졌고, 러프 트레이드 레코드는 회사 정리 절차 신세로 내몰렸다.
1990년대 후반 트래비스는 자네트 리와 파트너 관계를 맺은 후 리버틴스, 스트록스, 아노니 앤드 더 존슨스 등의 음악가의 상업적인 성공을 거두며 레이블을 부활시켰다. 이후 슬리포드 모즈, 딘 블런트, 블랙 미디, 자비스 코커, 스페셜 인터레스트, 작스트랩, 랜컴 등 다양한 장르의 음악가 및 밴드들과 계약을 맺었다.

## 음악가 목록
- 갤럭시 500[1]
- 더 스미스[2]
- 더 폴[3]
- 더피
- 데이 마이트 비 자이언츠
- 델타 5[4]
- 라이언 애덤스
- 로버트 와이어트[5]
- 리버틴스[6]
- 미카추
- 버나드 버틀러
- 베놈
- 베이비솀블스
- 벨 & 세바스찬
- 벨 오케스트라
- 비트 해프닝
- 수프얀 스티븐스
- 슈퍼 퍼리 애니멀스
- 스트록스
- 아케이드 파이어
- 앨라배마 셰이크스[7]
- 앨버트 해먼드 주니어
- 에밀리아나 토리니
- 워페인트
- 자비스 코커
- 제임스
- 조너선 리치먼
- 조니 플린
- 코너숍
- 토마스 맵퓨모
- 프린세스 노키아
- SOAK

## 관련 서적
- 영, 롭 (2006). 《Rough Trade》. 블랙 도그 퍼블리싱. ISBN 1-904772-47-1.